# B3结构域
B3 DNA结合结构域（英語：B3 DNA binding domain）是一些转录因子中的高度保守的DNA结合结构域（DNA-binding domain，DBD）在超过40个物种（Pfam PF02362）中发现，与其它结构域一起（IPR003340）执行转录因子的功能。B3结构域的一级结构为100-120个氨基酸残基，二级结构为七个β折叠和两个α螺旋，三级结构为假棒状（pseudobarrel，Template:SCOP），从DNA结构的大沟处结合DNA分子。

## B3 蛋白家族
在拟南芥（Arabidopsis thaliana）中，有三个主要的转录因子家族带有B3结构域：
- ARF（Auxin Response Factors）
- ABI3（ABscisic acid Insensitive3）
- RAV（Related to ABI3/VP1）

| 蛋白        | ARF1-B3  | ABI3-B3  | RAV1-B3 |
| ----------- | -------- | -------- | ------- |
| B3 结构鉴定 | 分子建模 | 分子建模 | NMR     |
| B3 识别序列 | TGTCTC   | CATGCA   | CACCTG  |

PDB 1WID和PDB 1YEL是最早通过NMR解析过溶液状态的B3结构域的结构

## 相关蛋白
限制性内切酶EcoRII的N端结构域，BfiI的C端结构域有和B3结构域类似的假棒状三级结构。